# Eugene de Kock
Eugene Alexander de Kock, né le 29 janvier 1949, est un ancien colonel de la police sud-africaine qui fut le commandant du C10, une unité de contre-insurrection en fonction des années 1980 au début des années 1990. Parmi les victimes de C10 figuraient de nombreux militants anti-apartheid.
En 1996, il fut jugé et reconnu coupable pour 89 crimes et délits (dont ceux de kidnappings, de tortures et d’assassinats d’opposants) et condamné à 212 ans de prison. Amnistié pour une partie de ses crimes à la suite de son témoignage devant la Commission Vérité et Réconciliation, Eugène de Kock a été libéré en 2015 (dans le cadre du régime de libération conditionnelle).

## Biographie

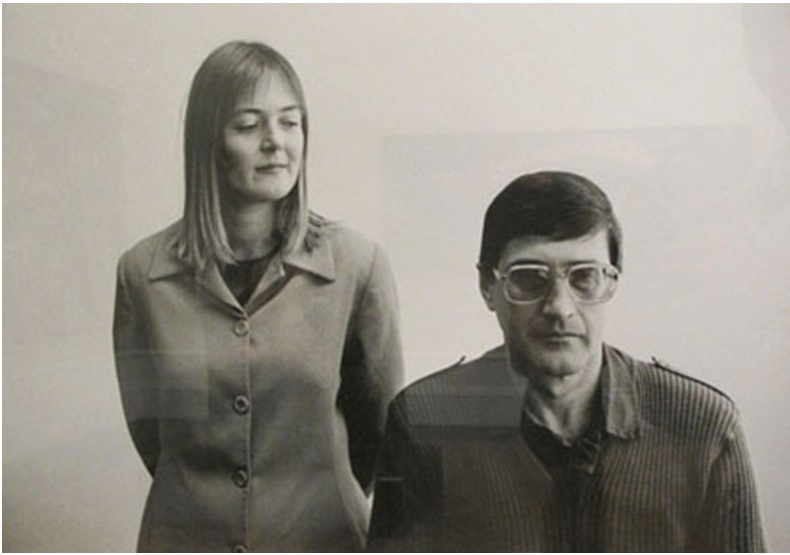
Eugene de Kock et la réalisatrice Jann Turner en 1997. Photo de George Hallett

Eugène de Kock est né en Afrique du Sud en 1949 dans une famille afrikaner. Son  père était un magistrat, membre  de l'Afrikaner Broederbond et un ami personnel du futur Premier ministre John Vorster. 
Enfant timide et solitaire, affublé d'un problème de bégaiement, il est refusé par l'armée ainsi que par les forces de l'ordre quand il tente de s'engager à l'âge de 19 ans, notamment à cause de sa mauvaise vue. Il finit par être admis au sein de la  police ordinaire et décide de s'engager dans la lutte contre le terrorisme après avoir pris connaissance d'atrocités commises au Mozambique, alors en pleine guerre d'indépendance. 
En 1969, il est envoyé en Rhodésie puis 10 ans plus tard, en 1979, dans le Sud-Ouest Africain/Namibie où il participe à la fondation du Koevoet, une unité de contre-insurrection. Au sein de l'unité, De Kock y a la réputation d'être brutal. Plus tard, son frère témoignera qu'il avait souffert d'un trouble de stress post-traumatique, d'anxiété et d'un manque de sommeil. 
En 1983, il devient membre puis commandant de l'unité C1, une unité secrète de la police sud-africaine basée à Vlakplaas, une ferme située à 20 kilomètres de Pretoria, qui avait été fondée par Dirk Coetzee en 1979. L'unité C1 était spécialisé dans les opérations illégales : enlèvements, tortures et meurtres. Pour De Kock, il s'agissait de  « protéger mon pays contre les forces démoniaques. » , y compris par des moyens non légitimes. Les victimes de la C1 étaient principalement des membres du congrès national africain.
Surnommé le "Prime Evil" (le premier mal) par ses anciens collègues et "fléau de Dieu" par l'African National Congress (ANC), il est considéré comme l'une des personnalités les plus sombres de la période de l'apartheid. 
À partir de 1992, alors que l'Afrique du Sud est pleine négociations constitutionnelles entre notamment le gouvernement et les forces d'opposition anti-apartheid, De Kock est impliqué dans des délits et des fraudes de droit commun, volant notamment des fonds de la police ou livrant des armes à l'Inkatha. En 1993, il est contraint de quitter la police, lâché par le gouvernement de Klerk. En mai 1994, il est arrêté et inculpé de 121 chefs d'accusation, dont 9 meurtres. Au cours du procès qui dure 18 mois, ses anciens collègues témoignent contre lui, laissant apparaitre un homme qui agissait seul. De Kock se défend et insiste sur le fait qu'il obéissait aux ordres de ses supérieurs. Tous nient. Le 30 octobre 1996, il est reconnu coupable de 89 chefs d'accusation, dont 6 meurtres, et condamné à 212 ans de prison plus deux peines à perpétuité. Ayant le sentiment de servir d'exemple et de bouc-émissaire, De Kock fait alors une demande d'amnistie dans le cadre de la Commission de la vérité et de la réconciliation, et, en 1998, témoigne au cours d'une audition, accusant plusieurs membres des gouvernements sud-africains, dont l'ancien président Frederik de Klerk, d'avoir autorisé les activités de l'unité C1. Pour De Kock, il s'agit aussi de souligner qu'il n'avait pas agi seul ni de son propre chef mais sur ordre de l'État et qu'il y avait répondu par sens du devoir, de loyauté et d'obéissance. Du fait de son témoignage, il est amnistié pour bon nombre de ses crimes et délits, sauf pour ceux manquant de motivation politique.
Le 30 janvier 2015, il sort de prison après vingt années de détention. Le ministre de la Justice, Michael Masutha, affirme lui accorder la liberté conditionnelle « dans l'intérêt de la réconciliation nationale ».
Une pièce de théâtre "A Human Being Died That Night" ("Un être humain est mort cette nuit-là") de Nicholas Wright, a été réalisée sur son histoire à partir du livre d'entretien réalisé en prison par Pumla Gobodo-Madikizela.

## Publications
- (avec Jeremy Gordin) A Long Night's Damage. Working for the Apartheid State, Contra Press, 1998.